# Anisochilus adenanthus
Anisochilus adenanthus là một loài thực vật có hoa trong họ Hoa môi. Loài này được Dalzell & Gibson mô tả khoa học đầu tiên năm 1861.